# Eugenie Goldstern

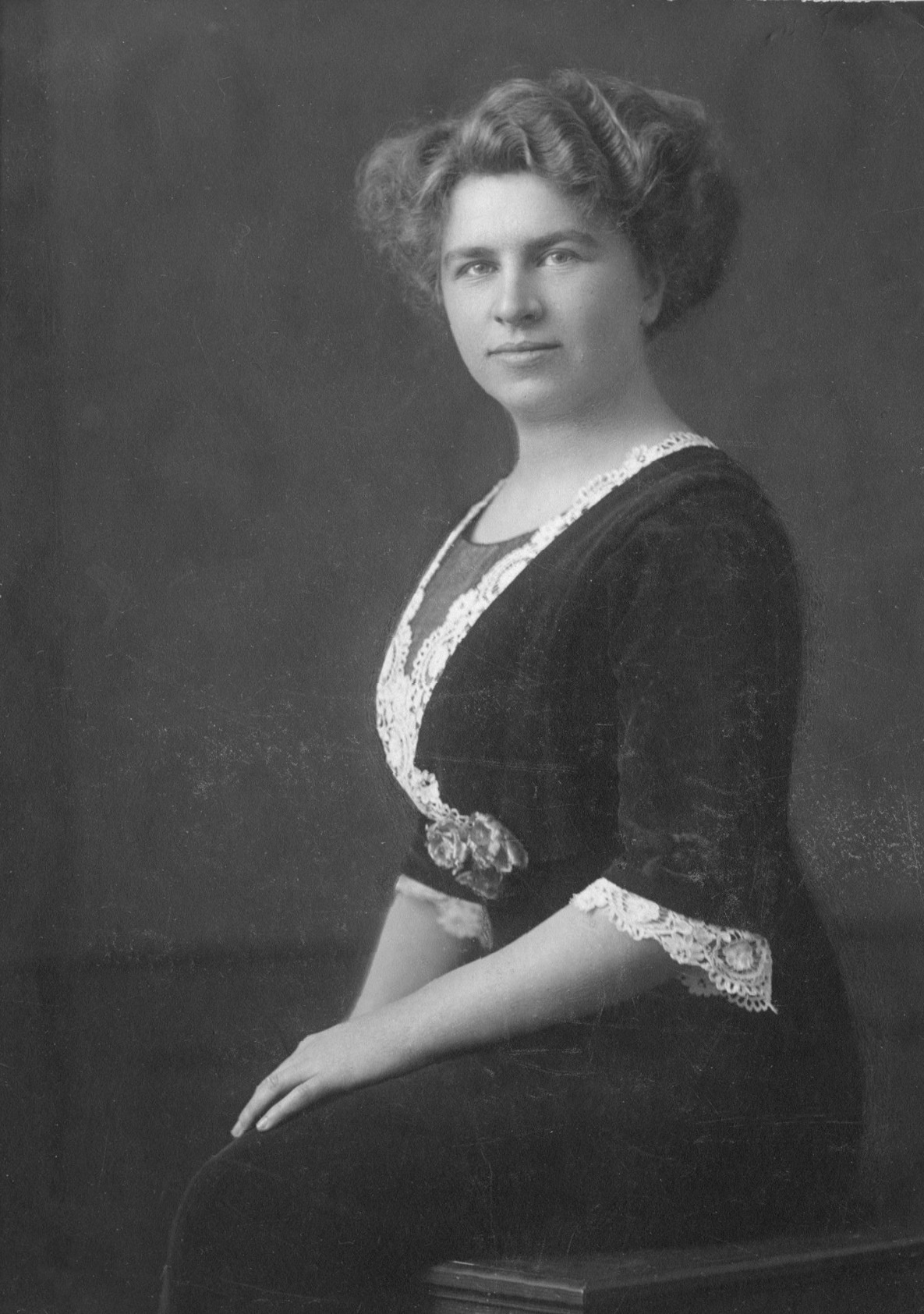
Eugenie Goldstern

Eugenie Goldstern (russisch Женни Гольдштерн) (geboren 1. Märzjul. / 13. März 1884greg. in Odessa, Russisches Kaiserreich; gestorben am 17. Juni 1942 im Vernichtungslager Sobibor) war eine österreichische Volkskundlerin und Kulturgeographin.

## Leben
Als es 1905 in Odessa immer wieder zu Pogromen gegen Juden kam, floh Eugenie Goldsterns Familie nach Wien. Dort begann sie mit ihrem Studium bei Michael Haberlandt, wenngleich aufgrund ihrer russischen Herkunft nur als Gasthörerin. Zu Beginn des 20. Jahrhunderts unternahm sie mehrere Feldforschungsreisen in die schweizerischen und österreichischen Alpen. Da eine Promotion in Wien nicht möglich war, setzte sie ihre Studien in Neuenburg fort und beendete diese 1921 in Freiburg im Üechtland mit der Dissertation Bessans. Volkskundliche monographische Studie über eine savoyische Hochgebirgsgemeinde im Fach Geographie bei Paul Girardin. Obwohl begabter als viele ihrer männlichen Kollegen, blieb ihr auch auf Grund der rassistischen Ideologie eine Anstellung am Wiener Museum für Volkskunde verwehrt. So mutet es eigenartig an, dass sie dem Museum nicht nur ihre umfangreichen Sammlungen überließ, sondern es auch mehrmals finanziell unterstützte. Am 14. Juni 1942 wurde sie in das Vernichtungslager Sobibor deportiert und wahrscheinlich am Tag der Ankunft (17. Juni 1942) ermordet.

## Anerkennungen
- 2004 gedachte das Österreichische Museum für Volkskunde Eugenie Goldsterns mit einer großen Ausstellung.
- Im Jahr 2011 wurde in Wien-Penzing (14. Bezirk) die ursprünglich nach der gleichnamigen Blume benannte Goldsterngasse zusätzlich nach ihr benannt.

## Schriften (Auswahl)
- Jenny Goldstern: Twardowski, der polnische Faust. In: Zeitschrift für österreichische Volkskunde. Jg. 18 (1912), S. 36–46 (Digitalisat).
- Beiträge zur Volkskunde des Lammertales mit besonderer Berücksichtigung von Abtenau (Tännengau). In: Zeitschrift für österreichische Volkskunde. Jg. 24 (1918), S. 1–29 (Digitalisat).
- Das Haus von Bessans (Savoyen). Jg. 27 (1921), S. 33–56 (Digitalisat).
- Hochgebirgsvolk in Savoyen und Graubünden. Ein Beitrag zur romanischen Volkskunde (= Wiener Zeitschrift für Volkskunde. Supplementband Bd. 14). Verein für Volkskunde, Wien 1922. Enthält: Bessans: Volkskundliche monographische Studie über eine savoyische Hochgebirgsgemeinde (Frankreich) und Beiträge zur Volkskunde des bündnerischen Münstertales (Schweiz).
- Eine volkskundliche Erkundungsreise im Aostatale (Piemont). In: Wiener Zeitschrift für Volkskunde. Jg. 28 (1923), S. 55–57 (Digitalisat).
- Alpine Spielzeugtiere: Ein Beitrag zur Erforschung des primitiven Spielzeuges. In: Wiener Zeitschrift für Volkskunde. Jg. 29 (1924), Heft 3–4, S. 45–71 (Digitalisat).